# Morti nel 1994/Marzo
| Questa pagina contiene informazioni ricavate automaticamente dalle voci biografiche con l'ausilio del template Bio e di un bot. L'aggiornamento è periodico e automatico e ricostruisce completamente la pagina. Se manca una persona in questa lista, sei pregato di non aggiungerla, ma accertati piuttosto che la sua voce biografica contenga il template Bio e che i dati anagrafici siano correttamente compilati. Se il template Bio manca, inseriscilo tu stesso o, in alternativa, metti l'avviso {{tmp\|Bio}} che ne segnala la mancanza. Se i dati riportati sono sbagliati, correggi direttamente la voce biografica; le modifiche saranno visibili in questa lista entro pochi giorni. Per chiarimenti vedi il progetto biografie. La lista contiene solo le 119 persone che sono citate nell'enciclopedia e per le quali è stato implementato correttamente il template Bio. Pagina aggiornata al 18 lug 2025. |

- 1º marzo - Manmohan Desai, regista e produttore cinematografico indiano (n. 1937)
- 1º marzo - Sandro Fuga, pianista e compositore italiano (n. 1906)
- 1º marzo - Herbert Schade, mezzofondista tedesco (n. 1922)
- 1º marzo - Dallas Shirley, cestista e arbitro di pallacanestro statunitense (n. 1913)
- 2 marzo - Camille Beeckman, ciclista su strada belga (n. 1910)
- 2 marzo - Margherita Maria Guaini, religiosa italiana (n. 1902)
- 2 marzo - Kleggie Hermsen, cestista statunitense (n. 1923)
- 2 marzo - Giuseppe La Loggia, politico italiano (n. 1911)
- 2 marzo - Anita Morris, attrice e cantante statunitense (n. 1943)
- 2 marzo - Bruce Voeller, biologo statunitense (n. 1935)
- 3 marzo - Alberto Mario Cavallotti, medico e politico italiano (n. 1907)
- 3 marzo - Roman Haubenstock-Ramati, compositore e editore polacco (n. 1919)
- 3 marzo - Karel Kryl, cantautore e compositore ceco (n. 1944)
- 3 marzo - Rune Källqvist, pallanuotista svedese (n. 1929)
- 3 marzo - John Edward Williams, romanziere e poeta statunitense (n. 1922)
- 4 marzo - Gianni Agus, attore e conduttore televisivo italiano (n. 1917)
- 4 marzo - John Candy, attore e comico canadese (n. 1950)
- 4 marzo - Octave Terrienne, missionario e vescovo cattolico francese (n. 1902)
- 4 marzo - Carlo Torelli, politico italiano (n. 1904)
- 5 marzo - Jan Dobraczyński, scrittore e giornalista polacco (n. 1910)
- 5 marzo - Roberto Magari, matematico e logico italiano (n. 1934)
- 5 marzo - Eunice Murray, scrittrice statunitense (n. 1902)
- 5 marzo - Theodor Penners, storico e archivista tedesco (n. 1912)
- 5 marzo - Alex Perolli, calciatore e allenatore di calcio albanese (n. 1923)
- 5 marzo - ʿAbd Allāh al-Sallāl, generale e politico yemenita (n. 1917)
- 6 marzo - Tengiz Evgen'evič Abuladze, sceneggiatore e regista sovietico (n. 1924)
- 6 marzo - Ray Arcel, allenatore di pugilato statunitense (n. 1899)
- 6 marzo - Mane Bajić, allenatore di calcio e calciatore jugoslavo (n. 1941)
- 6 marzo - Georges Géronimi, calciatore francese (n. 1892)
- 6 marzo - Konrad Heidkamp, calciatore tedesco (n. 1905)
- 6 marzo - Melina Merkouri, attrice, cantante e politica greca (n. 1920)
- 6 marzo - Ken Noritake, calciatore giapponese (n. 1922)
- 8 marzo - Beniamino De Maria, politico italiano (n. 1911)
- 8 marzo - Uberto Gillarduzzi, bobbista italiano (n. 1909)
- 8 marzo - Evfrosinija Antonovna Kersnovskaja, scrittrice russa (n. 1908)
- 9 marzo - Zoltán Beke, calciatore rumeno (n. 1911)
- 9 marzo - Charles Bukowski, poeta e scrittore statunitense (n. 1920)
- 9 marzo - Luca Di Schiena, giornalista e dirigente d'azienda italiano (n. 1921)
- 9 marzo - John Roderick Galvin, militare e aviatore statunitense (n. 1920)
- 9 marzo - Mário Tito, calciatore brasiliano (n. 1940)
- 9 marzo - Devika Rani, attrice indiana (n. 1908)
- 9 marzo - Fernando Rey, attore spagnolo (n. 1917)
- 10 marzo - Roger Bocquet, calciatore svizzero (n. 1921)
- 10 marzo - Aurelio Galleppini, fumettista e illustratore italiano (n. 1917)
- 10 marzo - Robert Shea, saggista, scrittore e giornalista statunitense (n. 1932)
- 11 marzo - Aldo Puccinelli, calciatore e allenatore di calcio italiano (n. 1920)
- 11 marzo - Claudio Sartori, musicologo e bibliografo italiano (n. 1913)
- 12 marzo - Alfredo Bandelli, cantautore italiano (n. 1945)
- 12 marzo - Fausta Cialente, scrittrice, giornalista e traduttrice italiana (n. 1898)
- 12 marzo - Don Joseph, trombettista statunitense (n. 1923)
- 12 marzo - Pina Sacconaghi, pittrice italiana (n. 1906)
- 12 marzo - Şehzade Mehmed Orhan, principe ottomano (n. 1909)
- 13 marzo - Raffaele Di Primio, politico italiano (n. 1918)
- 13 marzo - Makala, calciatore spagnolo (n. 1921)
- 13 marzo - Fritzi Löwy, nuotatrice austriaca (n. 1910)
- 13 marzo - Sam Ranzino, cestista statunitense (n. 1928)
- 13 marzo - Ilona Sztankó, cestista ungherese
- 13 marzo - Silvano Zorzi, ingegnere italiano (n. 1921)
- 14 marzo - Serge Blusson, ciclista su strada e pistard francese (n. 1928)
- 14 marzo - Pacifico Calandrone, politico italiano (n. 1918)
- 14 marzo - Georges Claes, ciclista su strada e ciclocrossista belga (n. 1920)
- 14 marzo - Tarcisio Pisani, vescovo cattolico italiano (n. 1929)
- 15 marzo - Heinz Heger, austriaco (n. 1915)
- 15 marzo - Nadir Quinto, illustratore e fumettista italiano (n. 1918)
- 15 marzo - Rino Tami, architetto svizzero (n. 1908)
- 15 marzo - Polly Walters, attrice statunitense (n. 1913)
- 16 marzo - Nicolas Flagello, compositore e direttore d'orchestra statunitense (n. 1928)
- 16 marzo - Mykola Kudryc'kyj, calciatore ucraino (n. 1962)
- 16 marzo - Hans Conrad Peyer, storico svizzero (n. 1922)
- 17 marzo - Charlotte Auerbach, genetista e biologa tedesca (n. 1899)
- 17 marzo - Walter Janka, attivista e editore tedesco (n. 1914)
- 17 marzo - Ellsworth Vines, tennista statunitense (n. 1911)
- 17 marzo - Mai Zetterling, attrice, regista e sceneggiatrice svedese (n. 1925)
- 18 marzo - Peter Borgelt, attore tedesco (n. 1927)
- 19 marzo - René Deynis, illustratore e scrittore francese (n. 1928)
- 19 marzo - Giuseppe Diana, presbitero e attivista italiano (n. 1958)
- 20 marzo - Ilaria Alpi, giornalista e fotoreporter italiana (n. 1961)
- 20 marzo - Tat'jana Borisovna Berezanceva, regista cinematografico sovietica (n. 1912)
- 20 marzo - Miran Hrovatin, fotografo italiano (n. 1949)
- 20 marzo - Alfonso Rodríguez Salas, calciatore spagnolo (n. 1939)
- 21 marzo - Macdonald Carey, attore statunitense (n. 1913)
- 21 marzo - Lili Damita, attrice francese (n. 1904)
- 21 marzo - Alfred James Jolson, vescovo cattolico statunitense (n. 1928)
- 21 marzo - Aleksandrs Laime, esploratore lettone (n. 1911)
- 21 marzo - Franz Pelikan, calciatore austriaco (n. 1925)
- 21 marzo - Dack Rambo, attore statunitense (n. 1941)
- 22 marzo - Dan Hartman, cantautore e produttore discografico statunitense (n. 1950)
- 22 marzo - Walter Lantz, fumettista e regista statunitense (n. 1899)
- 23 marzo - Luis Donaldo Colosio, politico e economista messicano (n. 1950)
- 23 marzo - Pau Gayraud, scrittore francese (n. 1898)
- 23 marzo - Hans Jakob, calciatore tedesco (n. 1908)
- 23 marzo - Kōshi Kurumizawa, scrittore giapponese (n. 1925)
- 23 marzo - Giulietta Masina, attrice italiana (n. 1921)
- 23 marzo - Álvaro del Portillo, vescovo cattolico e ingegnere spagnolo (n. 1914)
- 23 marzo - Donald Swann, compositore e cantante britannico (n. 1923)
- 24 marzo - Gino Donati, pittore italiano (n. 1910)
- 24 marzo - John Lawrence May, arcivescovo cattolico statunitense (n. 1922)
- 24 marzo - Ladislav Mňačko, scrittore, poeta e drammaturgo slovacco (n. 1919)
- 25 marzo - Luigi Bodenza, poliziotto italiano (n. 1944)
- 25 marzo - Angelines Fernández, attrice spagnola (n. 1924)
- 25 marzo - Igor' Aronovič Gostev, regista sovietico (n. 1925)
- 25 marzo - Max Petitpierre, politico svizzero (n. 1899)
- 26 marzo - Mayeum Choying Wangmo Dorji, principessa (n. 1897)
- 26 marzo - Owen McCann, cardinale e arcivescovo cattolico sudafricano (n. 1907)
- 26 marzo - Margaret Millar, scrittrice canadese (n. 1915)
- 28 marzo - Albert Goldman, scrittore, giornalista e docente statunitense (n. 1927)
- 28 marzo - Eugène Ionesco, drammaturgo e saggista rumeno (n. 1909)
- 28 marzo - Ira Murchison, velocista statunitense (n. 1933)
- 29 marzo - Annibale Arces, pittore italiano (n. 1912)
- 29 marzo - Paul Grimault, animatore francese (n. 1905)
- 29 marzo - Charles Oser, politico svizzero (n. 1902)
- 29 marzo - Bill Travers, attore britannico (n. 1922)
- 29 marzo - Georges Vallet, archeologo e storico francese (n. 1922)
- 30 marzo - William Arthur Ward, scrittore statunitense (n. 1921)
- 31 marzo - Léon Degrelle, politico e militare belga (n. 1906)
- 31 marzo - Salah Djebaïli, biologo e calciatore francese (n. 1935)
- 31 marzo - José Escobar Saliente, fumettista spagnolo (n. 1908)
- 31 marzo - Henri Gouhier, filosofo e storico della filosofia francese (n. 1898)
- 31 marzo - Loris Nannini, aviatore italiano (n. 1916)